# 瑪莎 (肯塔基州)
瑪莎（英語：Martha）是位於美國肯塔基州勞倫斯縣的一個非建制地區。

## 地理
瑪莎所處的海拔為高於海平面213米（即699英呎），而該地所採用的時區為UTC-5，即北美東部時區（EST）。同時該地設有夏令時間，為UTC-5調快一小時，即UTC-4（EDT）。